# Bösendürnbach
Bösendürnbach ist eine Ortschaft und Katastralgemeinde der Marktgemeinde Hohenwarth-Mühlbach am Manhartsberg in Niederösterreich mit 83 Einwohnern (Stand 1. Jänner 2024).

## Geographie
Der Ort liegt in einer Talweitung zwischen dem Manhartsberg und der Hohenwarther Platte und wird vom Dienbach durchflossen, der knapp außerhalb in den Gscheinzbach mündet. Durch den Ort verläuft die Retzer Straße.

## Geschichte
Der ursprüngliche Name lautete Durrenbach, der Zusatz böse kam erst in der Mitte des 15. Jahrhunderts hinzu und bezieht sich entweder darauf, dass der Bach klein und unbedeutend ist oder aber dass er bei Unwetter gefährlich anschwellen kann.
Im Jahr 1822 wurde der Ort als Dorf mit 22 Häusern genannt, das nach Mühlbach eingepfarrt war, wohin auch die Kinder eingeschult wurden. Die Herrschaft Grafenegg besaß die Ortsobrigkeit, übte die Landgerichtsbarkeit aus, besorgte die Konskription und hatte die Grundherrschaft inne. Nach den Reformen 1848/1849 konstituierte sich Bösendürnbach 1850 zur selbständigen Gemeinde und war bis 1868 dem Amtsbezirk Ravelsbach zugeteilt. Laut Adressbuch von Österreich waren im Jahr 1938 in der Ortsgemeinde Bösendürnbach ein Gastwirt und einige Landwirte mit Direktvertrieb ansässig.

## Persönlichkeiten
- Walther Sohm (1909–2001), Lehrer und Heimat- und Mundartforscher